# Cremnoconchus
Genre
Synonymes
- genre Cremnobates W. T. Blanford, 1863
- sous-genre Cremnoconchus (Cremnoconchus) W. T. Blanford, 1869
- sous-genre Cremnoconchus (Lissoconchus) Thiele, 1929[1]

Cremnoconchus est un genre de mollusques gastéropodes de la famille des Littorinidae. L'espèce-type est Cremnoconchus syhadrensis.

## Liste d'espèces
Selon World Register of Marine Species (28 octobre 2017) :
- Cremnoconchus agumbensis Reid, Aravind & Madhyastha, 2013
- Cremnoconchus canaliculatus W. T. Blanford, 1870
- Cremnoconchus castanea Reid, Aravind & Madhyastha, 2013
- Cremnoconchus cingulatus Reid, Aravind & Madhyastha, 2013
- Cremnoconchus conicus W. T. Blanford, 1870
- Cremnoconchus dwarakii Reid, Aravind & Madhyastha, 2013
- Cremnoconchus globulus Reid, Aravind & Madhyastha, 2013
- Cremnoconchus hanumani Reid, Aravind & Madhyastha, 2013
- Cremnoconchus syhadrensis (W. T. Blanford, 1863)